# Bataille du détroit de Badung
Seconde Guerre mondiale
Batailles
Invasion des Indes orientales néerlandaises
- Bornéo (1941-1942)
- Manado
- Tarakan (1942)
- Balikpapan (1942)
- Amboine
- Makassar
- Sumatra
- Badung
- Timor
- Première bataille de la mer de Java
- Détroit de la Sonde
- Java
- Seconde bataille de la mer de Java

La bataille du détroit de Badung est une bataille navale de la guerre du Pacifique pendant la Seconde Guerre mondiale, s'étant déroulée dans la nuit du 19 au 20 février 1942 dans le détroit de Badung, lors de la campagne des Indes néerlandaises.
La Marine impériale japonaise affronta le commandement ABDACOM (American-British-Dutch-Australian Command). Quatre destroyers japonais parvinrent à vaincre ces forces pourtant en supériorité numérique. Le Piet Hein, destroyer de la Marine néerlandaise, coula à la suite d'un tir de l'une des tristement célèbres torpilles Type 93, aussi connues sous le nom de « Long Lance ». Cette bataille démontra la domination de la Marine japonaise lors des combats de nuit et signifia ainsi aux Alliés toute la nécessité d'améliorer la conduite de leurs opérations maritimes dans cette zone.

## Arrière-plan
Dans la nuit du 17 au 18 février 1942, les transports de troupes Sagami Maru et Sasago Maru, embarquant la 48e division d'infanterie de l'Armée impériale japonaise, appareillent de Makassar pour Badung, sur l'île de Bali. Ils sont escortés par les destroyers Asashio, Arashio, Michishio et Oshio. Une couverture est assurée par le croiseur léger Nagara et les destroyers Hatsushimo, Nenohi et Wakaba.
Face à l'éparpillement des forces navales de l'amiral hollandais Karel Doorman en Indonésie et une invasion imminente de Bali — cela donnerait aux japonais une base aérienne à portée de la base navale ABDACOM de Surabaya —, l'amiral envoya alors tous ses navires disponibles dans la zone, impliquant pas moins de trois croiseurs néerlandais et une douzaine de destroyers américano-hollandais. Ce court préavis ne donna pas le temps à Doorman de concentrer une seule et même flotte ; en conséquence, plusieurs forces alliées lanceront quasi-simultanément une attaque contre les Japonais.

## La bataille
Dans la journée du 19 février 1942, une attaque aérienne de vingt avions de l'USAAF endommagent sérieusement le Sagami Maru. Les Japonais décident alors de scinder le convoi en deux groupes et d'affecter deux destroyers à chaque transport.
Plus tard, le sous-marin USS Seawolf et HMS Truant patrouillent en mer de Florès, à l'entrée du détroit de Lombok, lorsqu'ils tombent sur le convoi. Après avoir envoyé un rapport de contact, le Seawolf tente une attaque en surface. Deux torpilles sont lancées contre chacun des transports mais explosent prématurément sur la trajectoire, donnant l'alerte aux destroyers. Le Seawolf est contraint de plonger et des charges de profondeur sont lancées contre lui, sans succès, mais le sous-marin vient s'échouer de l'avant contre les hauts-fonds. Le commandant se dégage en marche arrière à toute vitesse tout en lançant deux nouvelles torpilles contre ses poursuivants qui explosent aussi prématurément. Les deux sous-marins réussissent à s'échapper vers le sud.
Entretemps, l'escadre ABDACOM comprenant les croiseurs néerlandais De Ruyter, Java et Tromp, le destroyer Piet Hein et les destroyers américains USS John D. Edwards, USS John D. Ford, Parrott, Pillsbury, Pope et Stewart appareillent de Tjilatjap pour tenter d'intercepter le convoi japonais.
Le premier groupe - composé des croiseurs De Ruyter et Java et des destroyers John D. Ford, Pope et Piet Hein - aperçoivent les Asashio, Oshio et Sagami Maru dans le détroit de Badung vers 22 h 00 et ouvrent le feu à 22 h 25, n'enregistrant aucun coup au but. Les croiseurs hollandais continuent alors à travers le détroit par le nord-est, donnant aux destroyers une main libre pour engager par torpilles. Mais, à 22 h 40, ils sont contre-attaqués par un lancer massif des fameuses torpilles type 93 long lance (10 000 mètres à 38 nœuds) dont une de l'Asashio coule le destroyer Piet Hein à 23 h 16. L'échange d'artillerie endommage également les Pope et John D. Ford, se retirant au sud-est au lieu de suivre les croiseurs au nord-est. À la suite de ce retrait, les Asashio et Oshio se tirent dessus par mégarde pendant plusieurs minutes, sans aucun dommage.
Environ trois heures plus tard, le deuxième groupe ABDACOM - composé du croiseur Tromp et des destroyers John D. Edwards, Parrott, Pillsbury et Stewart - atteignent le détroit de Badung. À 01 h 36, les Stewart, Pillsbury et Parrott lancent une nouvelle attaque sans succès. Le croiseur léger Tromp est sévèrement endommagé par 11 obus de 120 mm de l'Asashio et est forcé de se retirer en Australie pour des réparations. Lors de l'engagement, quatre hommes de l'Asashio et sept de l'Oshio sont tués.
Vers 02 h 20, l'Arashio et le Michishio entrent à son tour dans la bataille. Le Michishio est endommagé par des obus des destroyers américains, tuant 13 hommes équipage et en blessant 83. L’engagement se termine peu après.

## Conséquences

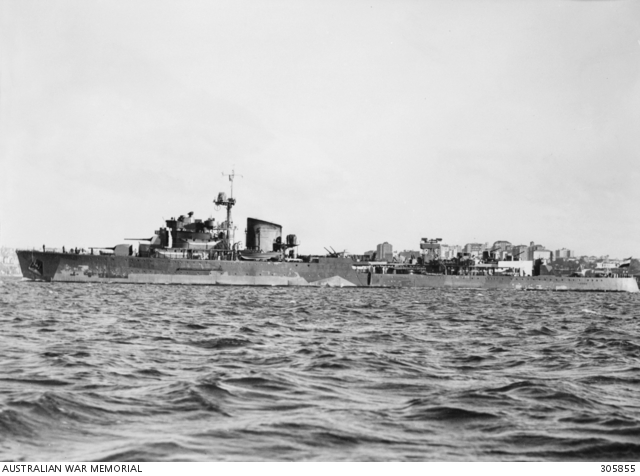
Le Tromp à Sydney après ses réparations.

Le troisième groupe - comprenant sept torpilleurs - arrivent dans le détroit de Badung vers 06 h 00, mais ne rencontrent aucun navire japonais. Le capitaine de corvette de l'Asashio (Gorō Yoshii) et le commandant de l'Oshio (Kiyoshi Kikkawa) ont fait preuve d'une grande bravoure et d'une grande habileté. Ils chassèrent une force alliée beaucoup plus grande, coulèrent le destroyer Piet Hein et endommagèrent gravement le croiseur Tromp, tout en subissant très peu de dégâts et protégeant leurs navires de transport.
Malgré une large supériorité numérique, les alliés subissent une cuisante défaite n'ayant pu réussir à enrayer un débarquement et obtenir une victoire facile et dont l'occasion ne se représentera pas de sitôt.
La garnison de Bali comprenant 600 milices indonésiennes n'offrit aucune résistance aux japonais et son aérodrome fut capturé intact. Les Japonais poursuivirent leur conquête des Indes néerlandaises avec la capture de Timor du 20 au 23 février. Les forces ABDACOM engagées dans le détroit de Badung furent définitivement vaincues lors de la première et deuxième bataille de la mer de Java les 27 février et 1er mars 1942, au cours de laquelle les croiseurs hollandais Java et De Ruyter furent coulés et l'amiral Doorman fut tué. Le Tromp échappa à ce sort tandis que le destroyer Stewart fut réparé à Surabaya, où il fut ensuite capturé par les Japonais et remis en service en tant que patrouilleur P-102.